# Herbert Schimkowitz
Herbert Schimkowitz (* 6. Februar 1898 in Wien; † 24. August 1938 in Graz) war ein österreichischer Grafiker und Illustrator.

## Leben
Schimkowitz war der Sohn des aus Ungarn stammenden Bildhauers Othmar Schimkowitz. An der Graphischen Lehr- und Versuchsanstalt in Wien studierte er Grafik. Er volontierte 1922 bis 1923 an der Akademie der bildenden Künste Wien und arbeitete von 1924 bis 1928 bei der Österreichischen Staatsdruckerei als Künstler, Reproduktionstechniker und Berater. 1928 kehrte er als Lehrer an die Graphische Lehr- und Versuchsanstalt zurück und wurde dort 1930 zum Professor ernannt. 1937 übernahm er den Fachvorstand der I. Sektion.
Sein künstlerisches Werk umfasst vor allem Holzschnitte und Zeichnungen sowie Radierungen. Außerdem illustrierte er Bücher.

## Werke
- Alte Tore aus Österreich. Österreichische Staatsdruckerei, Wien 1926
- Kleider machen Leute. Deutscher Verlag für Jugend und Volk, Wien 1929
- Guten Morgen. Deutscher Verlag für Jugend und Volk, Wien 1929
- Denksäulen aus Österreich. Österreichische Staatsdruckerei, Wien 1931